# 有線YMC台
有線（其中的英文全稱為，將英文全稱直譯中文名稱為「青年音樂台」）是香港有線電視於1993年10月31日啟播時的其中一條頻道，也是當時唯一由香港電視台經營的音樂頻道，於有線電視第5頻道播放。台長是黃志淙，主要介紹歐美流行音樂。
YMC專門播映香港、台灣和外國（包括日本、歐美）等等的歌曲音樂錄影帶，亦有直播遊戲和點唱節目。和無線收費電視音樂台的純音樂節目形式不同，YMC也有介紹時下年青人的潮流文化、打扮方式及小玩意。

## 歷史
1993年10月31日，有線電視啟播，當時本台是以「YMC」名義於11台啟播。
YMC的主持，跟其他音樂台一樣，均稱為VJ（Video Jockey），大部分VJ亦同時兼任電台DJ或模特兒等工作。另外，YMC每年都會舉辦VJ比賽(1997, 1998年停辦)，選出具潛質的新人加入VJ的行列。初期的比賽以考核參賽者的口才、臨場表現、對流行音樂的知識及對YMC的認識為重點；2000年和2001年兩屆改以淘汰賽方式進行，參賽者亦要接受舞蹈、運動、潮流打扮等等的鍛鍊。
YMC開台時以24小時播映，直至2000年1月1日改為每天6:00-22:00播放，並與只於晚上播放的體育2台共用頻道。
YMC已於2001年8月17日停播，原有節目改於有線娛樂台及A台同步播出，時間不變。
2002年1月1日初起，娛樂台的音樂節目逐步被取消，除歐綺霞(Monique)及陸浩明(六號)繼續留守娛樂台外，VJ們亦各散東西。黃志淙亦曾以自由音樂人身分，為有線財經資訊台主持節目「拉近文化」。

## 歌手合約限制
因為香港大部分歌星與無線電視有合約關係，歌星不能亮相香港其他電視台（如有線電視），所以YMC推動廣東歌有一定阻礙。
值得一提的是，當時的粵語歌曲，還未完全流行拍攝Promotional Video(PV)（供所有媒體播放的音樂錄影帶，有別於無線電視自資為歌手拍攝的獨家版本），就算是供卡拉OK場所播放的版本，部份歌曲亦只採用無線電視所製作的音樂錄影帶(MV)，這些片段不能在其他電視台播放。儘管唱片公司有自行製作MV，部份的原版MV，YMC亦沒有購買播放權。在這個情況下，唱片公司或YMC通常只用該歌手的舊MV片段或宣傳照製成簡單MV作宣傳歌曲之用（近似現在的「歌詞版MV(Lyric Video)」，唯不一定加上歌詞）。YMC只會在必須播放的情況下播放此類MV（例如至尊榜冠軍歌，或報導該歌手的新聞動態後）。及後在華語榜被削減至10個排名後，YMC更索性棄用此等MV，導致華語榜的上榜歌曲以國語歌為主，和其他電子傳媒的榜單有很大的差異。
此舉反而令YMC以推動國語歌、日語歌及歐美地區歌曲為主力，補足了當時無線電視音樂節目一直忽略的外地歌手部份。YMC更自稱"The No. 1 International Channel in Hong Kong"，並得到香港部分唱片公司的支持，取得部分歐美歌曲音樂錄影帶的香港區首播權/首輪獨家播映權。YMC亦以強勁宣傳攻勢，成功在香港地區捧紅范曉萱，以及初出道時的Britney Spears、Westlife、Steps、Puffy等非本地樂壇單位。
YMC也成為跟無線電視沒有合約關係的香港歌手(如樂隊Beyond及LMF)的主力宣傳渠道之一；亦曾經是推動香港獨立樂隊的「Rock On音樂節」的指定電視台。

## YMC取得香港區首輪獨家播映權的部分歌曲
- Beyond 打不死
- LMF 大懶堂
- Madonna Music
  - 其他香港電視台只能播放以Madonna經典MV片段剪接而成的版本 - 此版本YMC亦有播放
- Backstreet Boys Larger Than Live
  - 其他香港電視台只能播放演唱會版本
- Britney Spears (You Drive Me) Crazy

因為MV題材敏感遭其他電視台禁播，經過YMC自行剪接後能夠順利播出的歌曲
- 椎名林檎 本能
- Robbie Williams Rock DJ (只播放前半部份)

YMC自行製作的MV
- 王志海、歐綺霞、葉文輝 Yeah In 激 YMC[3]
- 潘納 青春跳躍地帶[3]
- Beyond 別怪我
- Steps 5,6,7,8 (YMC VJ version)[4]
- 張立基 蛇舞

## YMC至尊榜
1996年開始，YMC推出「YMC至尊榜」，分廣東榜、國語榜和外語榜，排名各20名，於逢星期五的《青年人民大會》公佈廣東榜及國語榜，星期六的《國際音樂天空》公佈外語榜。「YMC至尊榜」和其他傳媒的金曲榜不同，提倡一人一票，觀眾可以透過電話錄音熱線、傳真、來信或互聯網投票。每週設有數首「新登場至尊歌」，準備在下一星期上榜，取代該星期至尊榜中排名榜末的歌曲，令每週的候選歌曲保持為20首。
由於是全民投票的關係，一首受歡迎的歌曲於上榜首週奪得冠軍，或停留在榜內十星期以上的情況並不罕見。在國語榜公佈三甲名次前，亦接受觀眾來電競猜冠軍得主。
「YMC至尊榜」亦設有總選，於每年一月最後一個星期六，以樂壇頒獎禮形式公布，是香港第五大樂壇頒獎禮。投票形式和至尊榜類似，並在多間唱片店設立投票箱，方便觀眾投票。基於歌星的合約限制，「YMC至尊榜總選」與其他香港的音樂頒獎禮最主要不同的地方是頒獎禮規模小得多，只有與無線電視沒有合約的歌星（如Beyond樂隊等）和唱片公司代表出席，YMC只能以電話訪問本地得獎歌星感受。YMC亦會邀請同期到香港宣傳的台灣、英美樂壇單位擔任表演及頒獎嘉賓。而曾於1月到香港宣傳，但是因為宣傳期不配合，而趕不及出席總選的外國得獎單位，他們的得獎感受會以預錄方式播放。
至於總選的獎項，包括每一個榜的十首入圍金曲、男歌手獎(一名)、女歌手獎(一名)、樂隊(一組)、組合(一組)等。
1996年，有線電視亦提出將「YMC至尊榜總選」加入聯頒音樂大獎，但因為「YMC至尊榜」成立不足一年，所以未能加入。有線電視一直被無線電視打壓，1997年以後仍不能實現「五台聯頒」。然而，數年後新城電台設立以統計香港電子傳媒金曲榜數據的「香港流行音樂共和榜」(已取消)，YMC至尊榜華語榜亦於統計之列。
除了總選，至尊榜亦設立季選，逢3、6、9及12月公佈，候選名單為所有在該季(從12月開始算起，3個月為一季)曾經登上至尊榜頭10名的歌曲，透過觀眾投票，選出各榜最高票數的10首歌曲，以組成總選至尊金曲獎的候選名單。
1997年，為了配合中國流行音樂在香港的推廣，設立「中國推介榜」，在廣東榜時段中，以不設名次的形式，每週推薦數首內地歌曲。此類歌曲仍不會被安排登上國語榜。後來因為外界反應冷淡而取消。
1998年夏季開始，廣東榜及國語榜合併為華語榜。和以往不同，「新登場至尊歌」並不取代榜末歌曲(即每週候選歌曲為23-26首)，每週排名低於第20名的歌曲(除了新上榜歌曲必定能上榜)均自動被除名。
1999年1月起增設日語榜，於逢星期一的《青年人民大會-偶像宅急便》時段中公佈。和其他榜不同，日語榜的排名只有10名，須登上頭5名才能獲得季選候選資格。
2000年起，《YMC人We Wet Web》取代《青年人民大會》，所有至尊榜的排名統一改為10名，季選候選歌曲亦只以曾登上頭5名的歌曲為基準，選出最高票數的5首歌曲。因為名次減少，如上文所述，沒有PV的粵語歌的上榜機會已被排除，而國語歌亦不限於在香港區的主打歌，導致上榜歌曲跟其他電子媒體的流行榜有很大出入。外語榜亦隨著《國際音樂天空》停播，改於《YMC人We Wet Web》中公佈。
2001年YMC停播，音樂節目改於娛樂台播放。有線電視於2001年1月舉辦最後一次總選後(當年沒有舉行頒獎禮，只以普通節目形式製作)，沒有再舉辦類似形式的樂壇頒獎禮。專門介紹中港台音樂的獨立節目「Asia Mon」啟播，華語榜亦被安排於該節目中公佈。
2002年1月，隨著《YMC人We Wet Web》正式停播，「YMC至尊榜」的歷史亦正式被劃上句號。最後一星期的華語榜冠軍歌曲是梅艷芳及張國榮合唱的「芳華絕代」。

## 對年青人潮流文化的推動
由於YMC是一個以年青人為對象的頻道，主力節目《青年人民大會》(以及後期的《YMC人We Wet Web》)對當時流行的潮流文化作出推動，例如：
- 跳舞機"Dance Dance Revolution"
  - 引入家用版本作為《青年人民大會 - 星期三玩》的遊戲之一
  - 為到香港宣傳的丹麥女子組合SMiLE舉行小型音樂會 - 其主唱的歌曲"Butterfly"和"Boys"是當時跳舞機的熱門歌曲
  - 於1999年12月31日在銅鑼灣時代廣場的倒數活動中舉辦「YMC世紀舞王大賽」[6][7]
- Hip Hop文化
  - Breakdance示範及教學、塗鴉教學等
- ParaPara Dance
  - 播放由「香港ParaPara舞蹈總會 （页面存档备份，存于）」提供的示範錄影帶，並於尖沙咀九龍公園合辦活動
  - 於2001年的VJ大賽中把ParaPara Dance列入訓練項目之一
- Line Dance
  - 「5,6,7,8 跳舞大賽」[4]
  - 配合英國樂壇組合Steps在香港的宣傳 - 其出道歌曲"5,6,7,8"的舞蹈引入了Line Dance的元素
  - 自行拍攝新版「5,6,7,8」MV，由VJ們示範此曲的舞步

另外，在會考時期，《青年人民大會》會在節目中設立補習環節，邀請補習社的知名導師教授回答考試題目的技巧。

## 曾經播放的主要節目
- 《青年人民大會》：星期一至五的兩小時直播節目，有點唱和遊戲環節，亦播放音樂錄影帶。
  - (星期一) 偶像宅急便：介紹日本藝能界最新音樂及資訊，及揭曉日本Oricon大碟及細碟榜十大。每集均有半小時歌手訪問或介紹。初期由Barry和Monique主持，後改由Cyrus和Prima主持。1999年起，於節目時段內公佈至尊榜日語榜。
  - (星期二) Call Line Song："Phone-in"點唱節目。由不同VJ輪流主持。
    - 當時有線電視官方雜誌「有線電視月刊」每一期都會刊登點唱歌曲名單(包括華語、日語、英語歌曲，共60首)，觀眾可使用電話或傳真進行點唱。

  - (星期三) 星期三，玩：Phone-in 遊戲節目，兩名參賽者透過電話玩遊戲進行對決，設台主制，最多連任兩次。由Brian、Barry、Monique主持。
    - 90年代末，跳舞機"Dance Dance Revolution"及「拍拍機」"Bishi-Bashi-Champ"在香港盛行，節目亦有引入其家用版本作為遊戲的其中一關：以隨機方式選出一首歌(前者)或一個遊戲(後者)，並以電話按鍵當作遊戲控制器操作。

  - (星期四) Call Love Song：以愛情為主題的點唱節目。由不同VJ輪流主持。
  - (星期五) YMC至尊榜(廣東榜、國語榜)：倒數YMC至尊榜廣東榜及國語榜(後來合併為華語榜)20大位置，以及公布中國推介榜(1997年)/下星期強勢主打播放的推介華語及外語歌曲(中國推介榜取消後)，亦會分析其他四間電子傳媒的音樂排行榜十大走勢。由蔡康年搭配另一女VJ共同主持，電台DJ Mini、卓韻芝、懷鈺皆先後擔任過女主持一職。蔡康年離開YMC後，由Brian頂替男主持的位置。
- 《青年人民大會（星期六版）》：星期六的兩小時節目，有遊戲環節，亦播放音樂錄影帶。
  - 較後期的節目，有「值日生」的一小時環節，每星期由一位VJ自我抒發內心世界，或與其他人士作聊天，配以歌曲。
- 《YMC人We Wet Web》：代替《青年人民大會》的兩小時直播節目，除了流行音樂部分，亦介紹不同潮人、最新潮流衣著及玩意等。每天最後半小時為音樂時段。由不同VJ輪流主持。
  - 「偶像宅急便」被分拆於星期一、三、五播放；後來DJ鄭嘉輝加入YMC後，更增加星期六的兩小時獨立節目時段「輝Club」。
  - 「Pop Barry」由VJ葉文輝主持，介紹歐美藝人的歌曲及最新消息，於星期二、四播放。前身為《POP樂園》。
- 《音樂東礦場》：播放香港、中國、台灣和日本的音樂錄影帶。
- 《音樂西礦場》：播放歐美的音樂錄影帶。
- 《卡拉BAR》：播放歌曲的卡拉OK音樂錄影帶，以廣東歌和國語歌為主。觀眾可透過麗音選擇卡拉OK聲道。
- 《國際音樂天空》：由台長黃志淙主持，介紹歐美流行音樂，並倒數YMC至尊榜外語榜20大位置。及後因《POP樂園》播映，《國際音樂天空》偏向介紹搖滾歌曲、Hip Hop歌曲、跳舞音樂及較冷門的歌曲。黃志淙離職後節目隨即停播。
- 《YMC音樂年》: 由前VJ蔡康年主持的獨立節目，性質和《國際音樂天空》相似，但是選曲上較偏重於流行歌曲。每集均有半小時歌手訪問或介紹，亦會揭曉英國及美國大碟(專輯)榜及細碟(單曲)榜十大。另設有聽眾Phone-in遊戲環節，由兩名聽眾對決，每個回合連續進行10題，每題為一個音樂錄影帶的數秒片段，聽眾須根據畫面提示，搶答歌名或歌手名(或兩者皆須回答)，最先完成作答正確答案者得分，總分較高者為勝。
- 《POP樂園》：因蔡康年離開有線電視，而代替《YMC音樂年》播映。由Brian和Prima主持。本節目和《國際音樂天空》作分流，主力介紹歐美偶像歌手、組合的最新消息及流行曲。每集均有半小時歌手訪問或介紹，亦保留聽眾Phone-in遊戲的環節。主持人亦會在節目解答觀眾的來信提問(例如向唱片公司索取新歌MV的進展、來港宣傳的歌手的訪問何時播出等等)。至於搖滾、饒舌歌手及樂隊單位的音樂錄影帶，一般情況下不會在本節目播放。在《YMC人We Wet Web》啟播後不久停播，並併入該節目。
- 《Power Star》: 每月一次，以YMC該月主打推介的樂壇單位為主題而製作的一小時特輯，通常為該月推出唱片或來香港宣傳的歐美地區知名歌手，也包括YMC寵愛的華語單位(如Beyond、范曉萱)。後來改成15分鐘，在最後一個星期連續7天播出。
- 《New Star》: 和《Power Star》類似，但是改以新晉樂壇單位為焦點人物。
- 《大韓瘋》: 由DJ劉偉恒主持，每集15分鐘，介紹韓國歌手的最新資訊及歌曲。本節目也是最後一個停播的音樂節目。
- 《Asia Mon》: 由VJ歐綺霞(Monique)主持，介紹中港台藝人的最新資訊及歌曲。
- 《Sunday學會》: 以大學生及中學生為對象的校園節目。

YMC有時亦會於晚上時段，播放兒童台不太適宜播放的動畫，例如《橙路》及《新世紀福音戰士》(足本版本)等。

## 主持人
和海外的音樂台一樣，主持人的稱謂一律為「VJ」(Video Jockey)。雖然節目開始前，字幕會顯示VJ的英文名及中文全名，主持人之間均以英文名相稱，唯英文名字不易發音(蔡康年、小欣)、沒有英文名字(阿喬、6號)及另有中文藝名者(阿感)除外。
因為YMC為有線電視開台時期創立的頻道之一，自家主持不足，因此主持多以電台DJ兼任為主，後來逐漸由VJ大賽得獎者、年青模特兒、新生代演員取代。亦有部分VJ(如Barry、Prima、Cyrus)因為主持表現出色，獲引薦進入電台DJ界。
- 林曉峰
- 黃志淙(Chi Chung)
- 陳皓雲(Howard Chan) - 2001年VJ大賽:季軍
- 張錦程
- 蔡康年(Miguel)
- 王志海(Brian) - 全能VJ大賽95: 全能VJ大獎及觀眾自選VJ獎
- 葉文輝(Barry/啤梨) - 全能VJ大賽95
- 歐綺霞(Monique)
- 林澤群
- 彭晴
- 黃啟聰(Manfred)
- 潘納
- Ruth
- 張丹蕾 - 全能VJ大賽96: 全能VJ大獎
- 許智豪(Jonathan) - 全能VJ大賽96: 活力VJ獎和觀眾自選VJ獎
- 周子駒(Cyrus)
- 黃頤雅(Prima)
- 陳慶龍(Kenny) - YMC夏世紀VJ大賽99: 冠軍
- 卓葦喬(阿喬)
- 陸浩明(6號)
- 祖嘉大娘(Joker Rita) - 酷型VJ2000大激戰: 冠軍
- 雷凱欣(Vonnie/小欣) - 酷型VJ2000大激戰: 亞軍
- 歐陽燕兒(Vicky) - 酷型VJ2000大激戰: 季軍
- 王耀祖(Joe/阿祖) - 酷型VJ2000大激戰: 第四名
- 駱遜文(Rubbish) - 酷型VJ2000大激戰
- 蔡冕麗(Mini)
- 卓韻芝(Vincci/芝See菇Bi)
- 陳雪蓮(Halen/懷鈺)
- 鄭家輝
- 劉偉恒(Benny)
- 陳自瑤(YoYo)
- 黎國輝(Plato/阿感)
- 袁偉豪(Ben)
- 王澤聲(聲仔)
- 張鷺玲(L2)
- 白泳安(Crystal)
- 李穎雯(雯雯)
- 2001年VJ大賽的頭三甲得主

## 外部連結
- 香港有線電視 （页面存档备份，存于）